# Sascha Wagner (Neonazi)

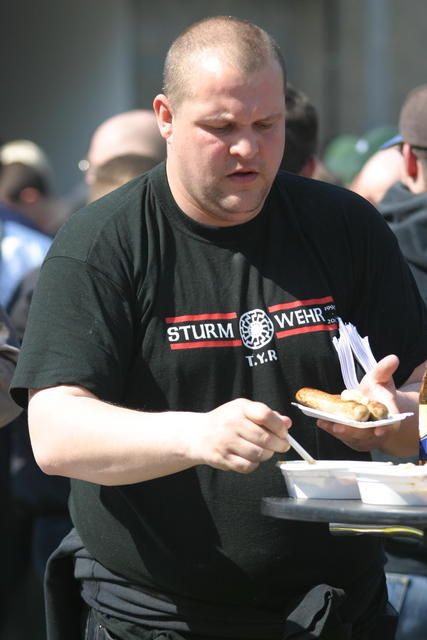
Sascha Wagner, NPD. Auf dem T-Shirt ist das von Neonazis genutzte Symbol der Schwarzen Sonne dargestellt, sowie darunter das mit einem völkisch-esoterischen Inhalt besetzte Wort Tyr (T.Y.R.).

Sascha Wagner (* 1972 in Würselen, Kreis Aachen) ist ein deutscher Neonazi. Er ist seit Dezember 2006 stellvertretender Landesvorsitzender der NPD Rheinland-Pfalz. Er engagiert sich vor allem beim Aufbau von „Nationalen Zentren“, u. a. in Morbach-Gonzerath.

## Aktivitäten in der rechtsextremen Szene
Wagner stammt aus Herzogenrath in der nordrhein-westfälischen Städteregion Aachen, wo er schon früh in der rechtsextremen Szene aktiv wurde. Ende der 1980er hatte er sich noch als angeblich unpolitischer Skinhead und Hooligan auch in der Punk-Szene bewegt, doch bereits Anfang bis Mitte der 1990er Jahre warb er im Umfeld des Fußballclubs Alemannia Aachen neue Gesinnungsgenossen für die rechte Szene. Dabei hielt er unter anderem enge Kontakte zur Bundeszentrale der Wiking-Jugend im benachbarten Stolberg (Rhld.). 1992 trat er in die JN ein und wurde wenig später JN-Vorsitzender in Nordrhein-Westfalen. Als „Reisekader“ förderte er den Aufbau neuer Ortsgruppen, bekleidete weitere Funktionen innerhalb der JN/NPD in Rheinland-Pfalz, Süd- und Ostdeutschland und ist mittlerweile Mitglied des Bundesvorstandes der JN. 1994 trat er im Rahmen einer Anti-Antifa-Kampagne in Stolberg erstmals namentlich in Erscheinung. 1996 wirkte er an der Gründung eines „Anti-Kapitalistischen Komitees“ (AKK) mit, bemühte sich um die Kooperation mit anderen rechtsextremen Gruppen und Parteien in Europa und war Mitglied im „Förderkreis Freies Deutschland“. Für Aufsehen in der Presse und Unruhe unter Fans von Alemannia Aachen sorgte seine Teilnahme an einem „Rudolf-Heß-Gedenkmarsch“ im Trikot des Fußballvereins. Seinem Sohn gab er den Zweitnamen Rudolf.
2001 war er im Umfeld der zu dieser Zeit erst gegründeten rechtsextremen „Kameradschaft Aachener Land“ (KAL) aktiv und vermittelte dort Kontakte in die bundesweite rechtsextreme Szene. 
Zwischen Juni und September 2002 mietete er sich im Gebäude eines aufgelassenen Gastronomiebetriebs in Elmstein (Rheinland-Pfalz) ein und veranstaltete ein privates Rechtsrock-Konzert. Im Namen der NPD wurde den Eigentümern der Immobilie ein Kaufangebot unterbreitet. Dies wird als einer von zahlreichen Versuchen der Partei, als Handlanger bankrotter Immobilieneigentümer das Vorkaufsrecht der jeweiligen Gemeinde zu erschleichen, gesehen. Es kam kein Kaufvertrag zustande, woraufhin Wagner Elmstein verließ.
2004 managte er einen Großteil der NPD-Wahlkampf- und Propagandaveranstaltungen in West- und Mittelsachsen und arbeitete im Verlagshaus der Parteizeitung Deutsche Stimme in Riesa. Mit dem Einzug der Partei in den sächsischen Landtag 2004 wurde Wagner persönlicher Mitarbeiter des Landtagsabgeordneten Alexander Delle (bis 2005).
Seit April 2005 ist Sascha Wagner wieder in Rheinland-Pfalz aktiv. Bei der Bundestagswahl 2005 trat er als Direktkandidat der NPD im Bundestagswahlkreis Südpfalz (Wahlkreis 213, Pirmasens-Zweibrücken) an. Zuvor war er vom Landesvorsitzenden Peter Marx zum Wahlkampfleiter ernannt worden. Im Januar 2006 wurde Wagner in den NPD-Landesvorstand gewählt. Zur Landtagswahl 2006 in Rheinland-Pfalz trat er auf Platz 4 der Landesliste an.
Am 1. Juni 2019 nahm Sascha Wagner an einer rechtsextremen Veranstaltung in Dreisbach (Oberbergischer Kreis) teil. Die Veranstaltung wurde organisiert vom RDK-Verlag (die Russlanddeutschen Konservativen) und dem rechtsextremen Arminius-Bund des deutschen Volkes. Bei der Veranstaltung sprachen Johann Thießen (RDK/Arminiusbund), Nikolai Nerling alias Volkslehrer, Axel Schlimper (Europäische Aktion / Thing-Kreis Themar), Roland Wuttke (Volk in Bewegung), Wolfram Schiedewitz (Gedächtnisstätte Guthmannshausen); das Recherchekollektiv element investigate berichtete auf Belltower.News am 4. Juni 2019 darüber.

## „Rechtsrocker“
Bereits seit Mitte der 1990er Jahre verfügt Wagner über sehr gute Kontakte zur Rechtsrock-Szene, arbeitete als Ordner auf zahlreichen Veranstaltungen und organisierte selbst Konzerte und „Liederabende“ in der Region um Aachen. Daher wurde Wagner auch zum Chefredakteur mit presserechtlicher Verantwortung des Rechtsrock-Fanzines Neue Doitsche Welle (NDW) ernannt, das seit Anfang 1997 vierteljährlich in dem rechtsextremistischen Kölner „Verlag Manfred Rouhs“ erschien und Ende 1998 von Rouhs mit der Zeitschrift Signal zusammengelegt wurde. In der Ausgabe 6/1998 der NDW wurde unter der Überschrift „Modell einer gelungenen lokalen Kulturrevolution“ die Entstehung eines Bürger- und Jugendzentrums in der sächsischen Kreisstadt Wurzen als Modell für sogenannte „national befreite Zonen“ beschrieben. Dies ging maßgeblich auf die Verbindungen Wagners mit dem Wurzener Neonazi Marcus Müller zurück.
Während seines Aufenthalts in Elmstein organisierte er zusammen mit dem bundesweit aktiven Neonazi Christian Hehl (ebenfalls NPD) eine Reihe von Rechtsrock-Konzerten im Rhein-Neckar-Raum und der Pfalz, an denen bis zu 500 Neonazis teilnahmen.
Seit 2004 organisierte er auch in Sachsen, Thüringen und im Saarland mehrere Auftritte rechtsextremer Bands, so zum Beispiel am 2. April 2005 das Abschlusskonzert von Michael Regener, genannt „Lunikoff“, kurz vor dessen Haftantritt im thüringischen Pößneck mit mehr als 1000 Teilnehmern, oder mehrere Konzerte in dem ostsächsischen Dorf Mücka. Eines der wichtigsten Ziele dieser von der NPD betriebenen Aktionen ist, jugendliche Neonazis und besonders die Freie Kameradschaftsszene enger an die Partei zu binden.

## Misshandlungsvorwürfe
2014 stand Wagner vor dem Amtsgericht Pirmasens unter Anklage der mehrfachen Misshandlung seiner Stieftöchter. Durch die Staatsanwaltschaft wurde ihm vierfache Körperverletzung vorgeworfen, so soll er die damals 15 und 17 Jahre alten Mädchen unter anderem geschlagen, getreten und gewürgt sowie an den Haaren durch das Zimmer geschleift haben. Zu einer Verurteilung kam es nicht. Das Strafverfahren gegen Sascha Wagner wegen des Verdachts der Körperverletzung zum Nachteil seiner Stieftöchter wurde zwischenzeitlich gegen Zahlung einer Geldauflage endgültig eingestellt.